# Vahram Papazyan
Vahram Hepet S. Papazyan (armenisch Վահրամ Փափազեան, wiss. Transliteration Vahram P̕ap̕azean; * 12. September 1892 in Üsküdar, Osmanisches Reich; † 7. März 1986 in Emerson, New Jersey/USA) war einer der beiden Athleten, die das Osmanische Reich bei den Olympischen Sommerspielen 1912 in Stockholm und damit bei dessen ersten Teilnahme an den Olympischen Spielen vertraten. Er nahm am 800-Meter-Lauf und am 1500-Meter-Lauf der Männer teil. Außer ihm wurde das Land vom Leichtathleten Mığır Mığıryan, ebenfalls ein ethnischer Armenier, repräsentiert.

## Leben
Vahram Papazyan war armenischer Abstammung und wurde als Sohn eines Zeitungsverkäufers geboren. Er wuchs in Üsküdar und Istanbul auf und besuchte das Robert College im benachbarten Arnavutköy (heute ein Stadtteil von Istanbul). Einer seiner Klassenkameraden war Mığır Mığıryan. Jeden Morgen lief Papazyan zunächst von der Wohnung seiner Eltern im Stadtteil Bebek zur „Hohen Pforte“, um Zeitungen abzuholen und sie zum Kiosk des Vaters zu überbringen. Danach lief er dann zum College in Arnavutköy, so dass er täglich ein großes Laufpensum absolvierte.
Im Alter von 13 Jahren nahm er als Mittelstreckenläufer an den sogenannten Olympischen Zwischenspielen 1906 in Athen teil. Papazyan kam beim 800-Meter-Lauf auf den 8. Platz, beim 1500-Meter-Lauf erreichte er das Ziel nicht. Er war der jüngste Teilnehmer an den Olympischen Zwischenspielen 1906 in Athen.
Als das Osmanische Reich (Türkische Reich) vom Internationalen Olympischen Komitee (IOC) 1911 zu den vom IOC organisierten „offiziellen“ Olympischen Spielen zugelassen wurde, gab der Präsident des Türkischen Olympischen Komitees Selim Sırrı Tarcan Anzeigen in den örtlichen Zeitungen İkdam und Sabah auf, um Athleten für die Olympischen Spiele 1912 in Schweden anzuwerben. Papazyan antwortete sofort auf die Anzeige und drückte seinen Wunsch aus, sein Heimatland bei den internationalen Spielen zu vertreten. Um die Kosten seiner Reisen zu decken, bat er um finanzielle Unterstützung vom armenischen Sportklub Ardavast, dessen Mitglied er war. Daraufhin organisierte der Verein ein Theaterstück im Griechischen Theater in Arnavutköy, um sowohl die erforderlichen Finanzmittel aufzubringen als auch die Aufmerksamkeit für Papazyan zu steigern. Papazyan spielte selbst eine kleine Nebenrolle. Die gesamten Kosten seiner Olympiateilnahme konnten so gedeckt werden.
Nachdem er 1913 das Robert College abgeschlossen hatte, war er maßgeblich an der Gründung der Armenischen Allgemeinen Athletischen Vereinigung beteiligt.
Den Völkermord an den Armeniern 1915 überlebte Papazyan. Er verließ sein Heimatland und siedelte sich in Beirut an, das damals ein Vilayet Syriens war. Dort heiratete er Annette Egavian und hatte zwei Söhne namens Robert und Harold sowie zwei Töchter namens Yolanda und Diane. Schließlich übersiedelte er mit seiner Familie in die Vereinigten Staaten, wo er Elektroingenieur wurde. Papazyan arbeitete 35 Jahre für das Unternehmen Eddy & Co. in Providence im US-Bundesstaat Rhode Island, bevor er in den Ruhestand ging.
Vahram Papazyan starb im Alter von 93 Jahren im armenischen Altersheim von Emerson (New Jersey). Sein Grab liegt auf dem Friedhof Swan Point in Providence.

## Olympische Spiele
Bei den Olympischen Sommerspielen 1912 in Stockholm vertraten die beiden osmanischen Staatsbürger und Athleten Vahram Papazyan und Mığır Mığıryan als einzige ihr Land und trugen die Osmanische Flagge bei der Eröffnungsfeier. Beide mussten sich selbst um die Finanzierung ihrer Teilnahmekosten bemühen, da es keine Zuwendungen des Staates oder des Olympischen Komitees gab.
Bei den Wettkämpfen schied Papazyan sowohl beim 800-Meter-Lauf als auch beim 1500-Meter-Lauf aus. Gemäß dem türkischen Ministerium für Jugend und Sport hatte er beim 1500-Meter-Lauf ein „fabelhaftes Tempo“ und führte das Rennen an. Allerdings wurde Papazyan 20 Meter vor der Zielgeraden schwindlig und er kollabierte. Nach einem späteren Bericht eines Enkels von ihm soll hingegen folgender Grund für das Scheitern vorgelegen haben:

“I remember stories about my grandfather, Vahram Papazian, who ran the Decathlon in the 1912 Olympics in Stockholm. Grandpa would tell us how, suddenly, two lengths ahead of the nearest contender, it dawned on him that if he won, the Turkish flag would be raised. So he stopped.”

„Ich erinnere mich an Geschichten über meinen Großvater, Vahram Papazyan, der bei den Olympischen Spielen 1912 in Stockholm beim Zehnkampf teilnahm. Großvater erzählte uns, wie ihm plötzlich, als er zwei Längen vor seinem nächsten Wettbewerber lag, einfiel, dass die türkische Flagge bei seinem Sieg gehisst werden würde. Daher hörte er auf zu laufen.“

In einem Brief, den Papazyan während seiner Zeit in Beirut schrieb, berichtete er über seine Enttäuschung bei seiner Olympiateilnahme darüber, dass türkische Flaggen nicht als Teil der olympischen Dekoration in Stockholm aufgestellt worden waren. Er habe sich daraufhin damals an die örtliche türkische Botschaft gewandt, seine Bedenken geäußert und den Vorsatz geäußert die Spiele zu verlassen, woraufhin der Botschafter bereits am nächsten Tag das Versäumnis beseitigen ließ und der Athlet seine Disziplinen antrat.